# Armand Marseille
Armand Marseille (né en 1856 à Saint-Pétersbourg dans l'Empire russe et mort le 23 avril 1925 à Cobourg) est un Allemand d'origine russe, célèbre pour ses modèles de poupées pendant la Belle Époque.

## Biographie
Issu d'une famille huguenote, son père exerce la profession de maître d'œuvre en maçonnerie à la cour du tsar russe Alexandre II.
Vers 1860, la famille quitte la Russie et s’installe à Cobourg en Thuringe. Armand Marseille y acquiert en 1884 la fabrique de poupées de Mathias Lambert à Sonneberg. Son sigle est composé des initiales A.M. entouré d'un cercle. En 1885, il reprend la fabrique de porcelaine Lidberman & Wegscher à Köppelsdorf. Il en fait la Armand Marseille, Sonneberger Porzellenfabrik (Armand Marseille, fabricant de porcelaine de Sonneberg).
Les activités se concentrent sur les modèles de têtes et l'amélioration de la fabrication. Ses ateliers étaient capables de fabriquer environ 1000 têtes par jour, dont la plupart des fabricants de poupées célèbres de l’époque équipaient leurs poupées. C'est ainsi qu'il devient dans les cinq années suivantes, l'un des principaux fournisseurs de têtes de poupées en porcelaine biscuitée, notamment  pour les frères Cuno et Otto Dressel.
Ses plus grands succès sont le moule n° 390 monté sur un corps articulé et le moule n° 1374 baptisé Flora Dora, modèle déposé en 1901 et commercialisé jusqu'en 1929.
Avec les autres fabricants de la région, Simon & Halbig, Ernest Heubch... Armand Marseille va même jusqu'à intervenir dans le montage des poupées. Le but est d'améliorer la qualité, augmenter les rapidité de la production et faire baisser les coûts. Et de fait, les poupées et jouets de la société Dressel remportent un grand succès et se vendent dans le monde entier, y compris aux États-Unis, ce qui profita à la croissance de l'entreprise d'Armand Marseille. Au bout du compte, les poupées allemandes détrôneront les poupées françaises sur le marché du jouet, ces dernières étant devenues très chères.
La société d'Armand Marseille et celle des Frères Schoenau & Swaine, sont nationalisées en 1953. Elles deviennent la VEB Sonneberger Porzellanwerke. Le sigle est composé des initiales « S.P. » entourées d'un cercle.